# Prikkebeen (lied)
Prikkebeen, op basis van het refrein meestal aangeduid als Meester Prikkebeen, is een nummer van Boudewijn de Groot, afkomstig van het album Picknick.

## Uitvoering

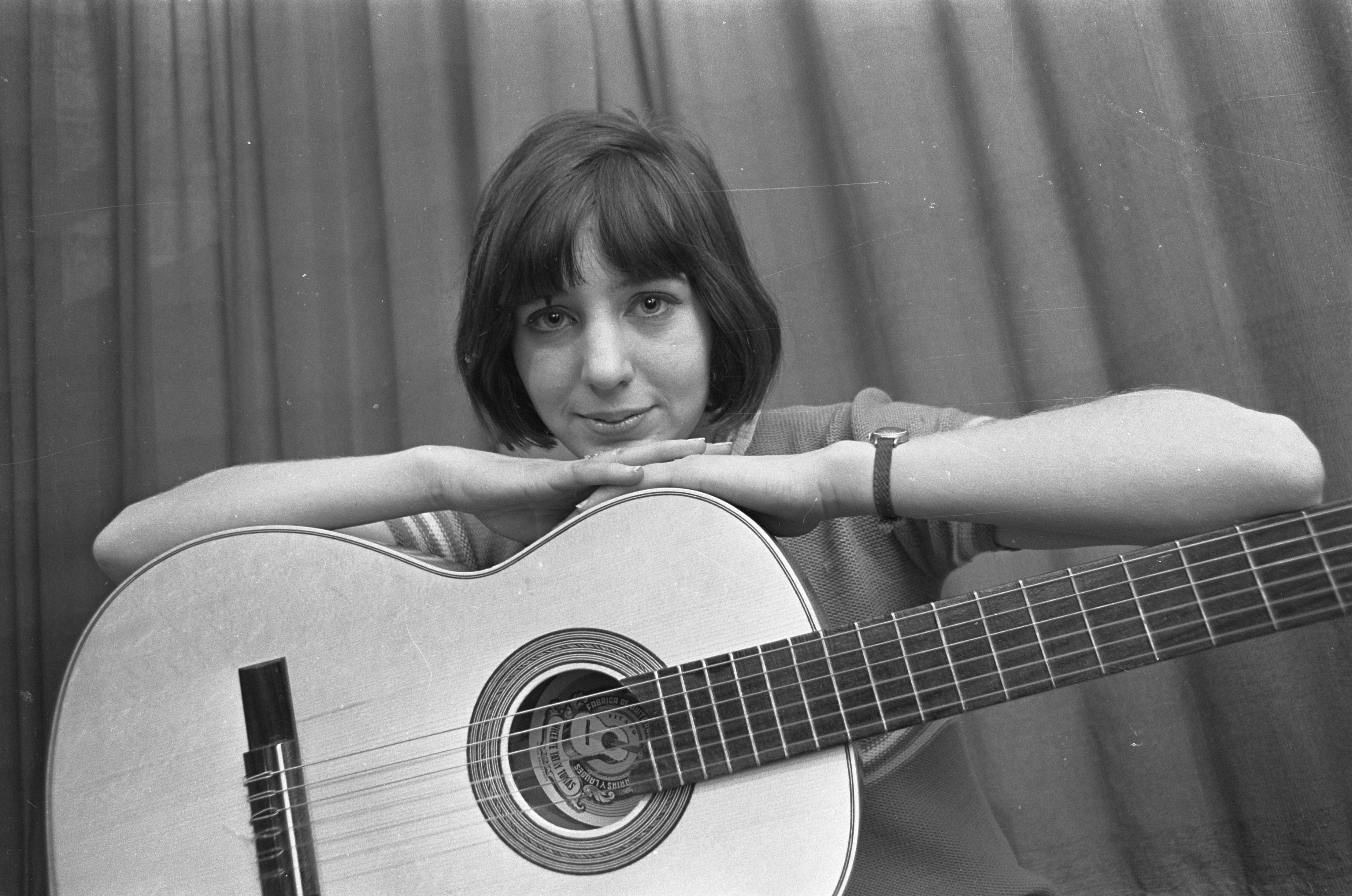
Elly Nieman in 1967

Het nummer is een duet met Elly Nieman, maar haar naam wordt op veel verzamelalbums niet vermeld, terwijl op de single haar naam wel prijkt. De tekst is geschreven door Lennaert Nijgh, de muziek is van de zanger zelf. Ze worden begeleid door een orkest onder leiding van Bert Paige, die ook voor het arrangement zorgde. Het nummer werd in 1968 op single uitgebracht en bereikte de negende plaats in de Top 40 en de achtste plaats in de Parool Top 20. Later het jaar kwam er een gelijknamige EP. 
In de wijk Kattenburg, Amsterdam werd voor het televisieprogramma Moef Ga Ga van Bob Rooyens een clip gemaakt. De opname daarvoor vond plaats voor een aantal deels gesloopte onbewoonbaar verklaarde woningen. Grote delen van Kattenburg werden destijds gesloopt.
In 1996 zongen De Groot en Nieman in De show van je leven voor het eerst weer samen dit lied. Twaalf jaar daarna zongen zij het wederom samen tijdens 50 jaar Nederpop live in de Heineken Music Hall op 3 oktober 2008. In 2019 speelde The Kik dit nummer als sluitstuk van hun interpretatie van het album Picknick met Elly Nieman, ondersteund door Jolien Damsma. Op de live-uitvoering van dit album op 22 november 2019 in Rotterdam Ahoy traden Boudewijn de Groot en Elly Nieman samen op.

## Inhoud
Het nummer gaat over Meester Prikkebeen, een wat ouderwetse en zonderlinge figuur. Het personage is gebaseerd op de Zwitserse 19de-eeuwse stripfiguur "Monsieur Cryptogame" door Rodolphe Töpffer, die in het Nederlands "Mijnheer Prikkebeen" genoemd wordt. Een ander personage uit deze strip, Zuster Ursula, inspireerde Lennart Nijgh later tot het schrijven van het lied 'Dag zuster Ursula', uitgevoerd door Rob de Nijs.

## B-kant
Op de B-kant van de single staat Eva. Het vormt samen met de eveneens door De Groot en Nijgh geschreven liedjes de Tuin der Lusten en Megaton een drieluik (de Hemel, de Aarde en de Hel), geïnspireerd op het drieluik De Tuin der Lusten van de schilder Jeroen Bosch.

## Hitnotering

### Nederlandse Top 40
| Positie: | 28 | 17 | 13 | 10 | 9 | 13 | 16 | 20 | 27 | 40 | uit |

### NederlandseParool Top 20
| Positie: | 16 | 12 | 8 | 9 | 10 | 16 | uit |

### NPO Radio 2 Top 2000
| Nummer met noteringen in de NPO Radio 2 Top 2000 | '99 | '00 | '01 | '02 | '03 | '04 | '05 | '06 | '07 | '08 | '09 | '10 | '11 | '12  | '13  | '14  | '15  | '16  | '17  | '18  | '19  | '20  | '21  | '22  | '23  | '24  |
| ------------------------------------------------ | --- | --- | --- | --- | --- | --- | --- | --- | --- | --- | --- | --- | --- | ---- | ---- | ---- | ---- | ---- | ---- | ---- | ---- | ---- | ---- | ---- | ---- | ---- |
| Prikkebeen                                       | 585 | 328 | 413 | 262 | 336 | 318 | 386 | 519 | 488 | 415 | 679 | 798 | 880 | 1139 | 1066 | 1309 | 1496 | 1444 | 1630 | 1755 | 1545 | 1746 | 1876 | 1750 | 1926 | 1779 |

1. ↑  Een vetgedrukt getal geeft de hoogste notering aan.

## Trivia
In het EO-kinderprogramma De ark van Stekeltje nam Rikkert Zuiderveld (echtgenoot van Elly Zuiderveld-Nieman) een enkele keer de rol van Buurman meester Prikkebeen op zich.
Alles wat ademt · Avond · De nachtwacht · Élégie prénatale · Het Land van Maas en Waal · Ik doe wat ik doe · Jan Klaassen de trompetter · Liefde van later · Malle Babbe · Prikkebeen · Pastorale · Strand · Testament · Verdronken vlinder · Welterusten, meneer de president